# Sum (waluta)
Sum (uzb. сўм, so‘m) – jednostka płatnicza Uzbekistanu. Została wprowadzona do obiegu 1 lipca 1994. Słowo „sum” znaczy w języku uzbeckim „czysty”.

## Historia
Sum został wprowadzony w miejsce dotychczasowej jednostki płatniczej, rubla Związku Radzieckiego, 15 listopada 1993 po kursie 1:1. Z założenia miał charakter tymczasowy. 1 lipca 1994 zastąpił go nowy sum, będący w obiegu do dziś. 1000 starych, tymczasowych sumów stanowiło równowartość jednego nowego.
W 2017, sztywny kurs suma został zniesiony, w następstwie czego jego wartość znacząco spadła.

## Monety
Monety, których nominały określone są w sumach, zostały wydane po raz pierwszy w 1997 roku. 
Pierwsza seria obejmowała monety 1 sum (1997-2000), 5 sumów (1997–1999), 10 sumów (1997–2000) i 25 sumów (2000). Na tej ostatniej przedstawiony został Dżalal ad-Din Manguberti. Monety wybito ze stali pokrytej niklem.
Na drugą serię składają się monety 1 sum (2000) oraz 5, 10 i 50 sumów (wszystkie z 2001). Monety te przedstawiają na rewersie mapę Uzbekistanu. Ponownie zastosowano stal pokrytą niklem, z wyjątkiem monety pięciosumowej, którą wykonano ze stali pokrytej mosiądzem.
W 2002 wybito monety o nominale 50 sumów z okazji 2700-lecia miasta Shahrisabz. W 2004, wydano monety o nominale 100 sumów na dziesięciolecie reformy walutowej, a w 2009 dwa różne typy monet stusumowych z okazji 2200-lecia Taszkentu. W 2011, z okazji dwudziestolecia niepodległości, wyemitowano monety o nominale 500 sumów. Wszystkie wykonane są ze stali pokrytej niklem.
Oprócz powyższych, wyemitowane zostały srebrne monety kolekcjonerskie: 
- 1994 – 10 sumów, trzecia rocznica niepodległości Uzbekistanu,
- 2001 – 100 sumów (szereg emisji przedstawiających budynki, pomniki i dyscypliny sportowe).

## Banknoty
Seria tymczasowych banknotów datowanych na 1992 obejmowała nominały 1, 3, 5, 10, 25, 50, 100, 200, 500, 1000, 5000 i 10000 sumów.
W ramach reformy z 1994, w miejsce powyższych wprowadzono do obiegu banknoty o nominałach 1, 3, 5, 10, 25, 50 i 100 sumów. Z biegiem czasu, Bank Centralny Republiki Uzbekistanu emitował wyższe nominały: 200 sumów (1997), 500 sumów (1999), 1000 sumów (2001), 5000 sumów (2013), 10000, 50000 sumów (2017) i 100000 sumów (2019)
Banknoty o nominałach 50 i 100 sumów zostały zastąpione w 2018 r. monetami i ostatecznie wycofane 1 lipca 2019 r.
1 marca 2020 r. zostały wycofane z obiegu banknoty o najniższych nominałach: 1, 3, 5, 10 i 25 sumów.
1 września 2020 r. zostały wycofane z obiegu banknoty o nominałach 200 i 500 sumów.